# Féktelenül 2. – Teljes gőzzel
A Féktelenül 2. – Teljes gőzzel (eredeti cím: Speed 2: Cruise Control) 1997-ben bemutatott amerikai akció-kalandfilm, a Féktelenül (1994) című film folytatása. Ezt a filmet is az előző részt is rendező Jan de Bont rendezte, főszereplője pedig az ott is szereplő Sandra Bullock, valamint Jason Patric és Willem Dafoe.

## Cselekmény
Annie Porter nagyon lelkes a korábbi kaland óta, igyekszik újra jogosítványt szerezni (kevés sikerrel), és az új barátjával, Alexszel úgy érzi, megtalálta a tökéletes partnert. Egy véletlen azonban lebuktatja a fiút a lány előtt: a srác a rendőrség különleges egységében dolgozik, ahol kockázatos kalandokba keveredik, noha azt mondta, csak a parti őrség embere, mivel tudja, hogy a lány emiatt szakított korábbi barátjával, Jackkel. Hogy kiengesztelje a lányt, elhívja egy trópusi hajóútra, ahol végre elmélyíthetik a kapcsolatukat, csakhogy Annie-nek nemsokára rá kell jönnie, hogy ismét rossz járműre szállt. Az utasok között ugyanis ott van John Geiger, az őrült számítógép programozó, aki bosszúra készül, amiért kirúgták korábbi cégétől. Mivel ő tervezte a hajó számítógépes programját is, hamar átveszi az irányítást a hajó felett. A célja megszerezni a hajón bemutatásra kerülő ékszereket, és a hajót a pusztulásba küldeni, akár az utasok élete árán is. Alex hamar rájön, hogy Geiger áll a váratlan események mögött, ezért Annie hathatós segítségével igyekszik megakadályozni, hogy a hajó teljes gőzzel a megsemmisülés felé robogjon...

## Szereplők
| Szerep       | Színész          | Magyar hang    |
| ------------ | ---------------- | -------------- |
| Annie Porter | Sandra Bullock   | Für Anikó      |
| Alex Shaw    | Jason Patric     | Stohl András   |
| John Geiger  | Willem Dafoe     | Balázsi Gyula  |
| Juliano      | Temuera Morrison | Galambos Péter |
| Merced       | Brian McCardie   | Lippai László  |

## Érdekességek
- A filmben szereplő tengerjáróhajó, a „Tengeri legenda” csak a külső felvételeknél látható, a belső felvételek két másik hajóban készültek.
- Keanu Reeves azért nem szerepelt a folytatásban, mert épp az együttesével volt koncertkörúton, és akkortájt fejezte be Láncreakció című filmjét is.
- A film cselekménye eredetileg a harmadik Die Hard-film történeteként merült fel.
- Eredetileg Matthew McConaughey volt kiszemelve Alex szerepére, Geigerére pedig Gary Oldman.
- A filmben szerepel az egykori Bond-lány, Lois Chiles is, aki a Moonrakerben szerepelt, ő a siket kislány anyját alakítja.

## Díjak
A filmet összesen nyolc kategóriában jelölték Arany Málna díjra, köztük a „legrosszabb folytatás”, a „legrosszabb forgatókönyv” és a „legrosszabb rendező” kategóriájában. A legrosszabb folytatásért meg is kapta a díjat.